# КТ-12,7
КТ-12,7 — український великокаліберний кулемет під набій 12,7×108 мм, призначений для боротьби з легкоброньованими цілями та вогневими засобами, для знищення живої сили супротивника та ураження повітряних цілей. Копія радянського НСВ-12,7.
З 2005 року виробляється на НТК «Завод точної механіки» для заміни кулеметів НСВТ, що вичерпали ресурс експлуатації, та для комплектування широкого спектра нової бронетехніки, що виробляється в Україні. Також його виробництво було опановано на заводі «Маяк».

## Варіанти
- КТ-12,7 — модифікація встановлюється на бронетехніку для її використання як зенітного кулемета. Призначена для ураження перш за все легкоброньованих і низьколітальних цілей противника.
- КМ-12,7 — модифікація кулемета на станку для її використання на оборонних позицій. Призначена для ураження перш за все легкоброньованих і низьколітальних цілей противника.